# Golpe de Estado na Guiné Equatorial em 1979
O golpe de Estado em Guiné Equatorial em 1979 ocorreu em 3 de agosto de 1979, quando o sobrinho do presidente Francisco Macías Nguema, Teodoro Obiang Nguema Mbasogo, o derrubou em um sangrento golpe de Estado. Teodoro Obiang condenou seu tio à morte pelo  genocídio contra o povo bubi e outros crimes cometidos. Macías Nguema foi executado por um pelotão de fuzilamento em 29 de setembro de 1979. Teodoro Obiang  permanece como presidente desde então.

## Contexto
Depois que a Espanha franquista concedeu independência a Guiné Equatorial em 1968, uma luta pelo poder entre Macías e Atanasio Ndongo Miyone levou o primeiro a assumir a presidência. Ndongo tentou um golpe no ano seguinte; mas seria capturado e executado, e a reação ao suposto envolvimento espanhol no golpe levaria a um êxodo em massa de nativos espanhóis do país. Macías posteriormente consolidou a autoridade política nacional, tornando-se o ditador absoluto do país. O reinado de Macías como ditador foi marcado por seu uso extensivo da violência estatal contra seus oponentes políticos, trabalhadores migrantes nigerianos e grupos étnicos minoritários, particularmente o povo bubi. Estima-se que cerca de 35.000 a 50.000 pessoas morreram durante o período de Macías no poder, muitas delas em assassinatos em massa ou em detenções em campos de prisioneiros notórios do país, e em 1979, 25% da população do país vivia no exílio.

## O golpe
No verão de 1979, Macías, que agia  de maneira cada vez mais irracional,  ordenou a morte de vários membros de sua própria família.  Teodoro Obiang era sobrinho de Macías e irmão de uma das vítimas.
Obiang,  vice-ministro da Defesa, derrubou Macías em 3 de agosto de 1979. O golpe foi apoiado pelos militares da nação e pela guarda cubana do palácio de Macías; várias embaixadas estrangeiras, incluindo as da Espanha e dos Estados Unidos, estavam cientes da conspiração antecipadamente e forneceram ajuda humanitária financeira em suas repercussões. Após a sua expulsão, Macías e seu guarda-costas pessoal fugiriam para a aldeia natal de Macías, Nzeng-Ayong, e fixaram residência em um bunker fortificado protegido por militares leais. O conflito que se seguiu entre as forças de Obiang e de Macías matou 400 pessoas; terminando quando Macías queimou seu tesouro pessoal e fugiu para a fronteira dos Camarões. Uma força liderada pelo comandante naval Florencio Maye capturou Macías em 18 de agosto, e ele e seis de seus aliados foram executados em 29 de setembro.  Obiang permanece presidente da Guiné Equatorial desde o golpe, e sob o seu regime a ditadura e os abusos de direitos humanos continuam.